# Palacio de la Encomienda

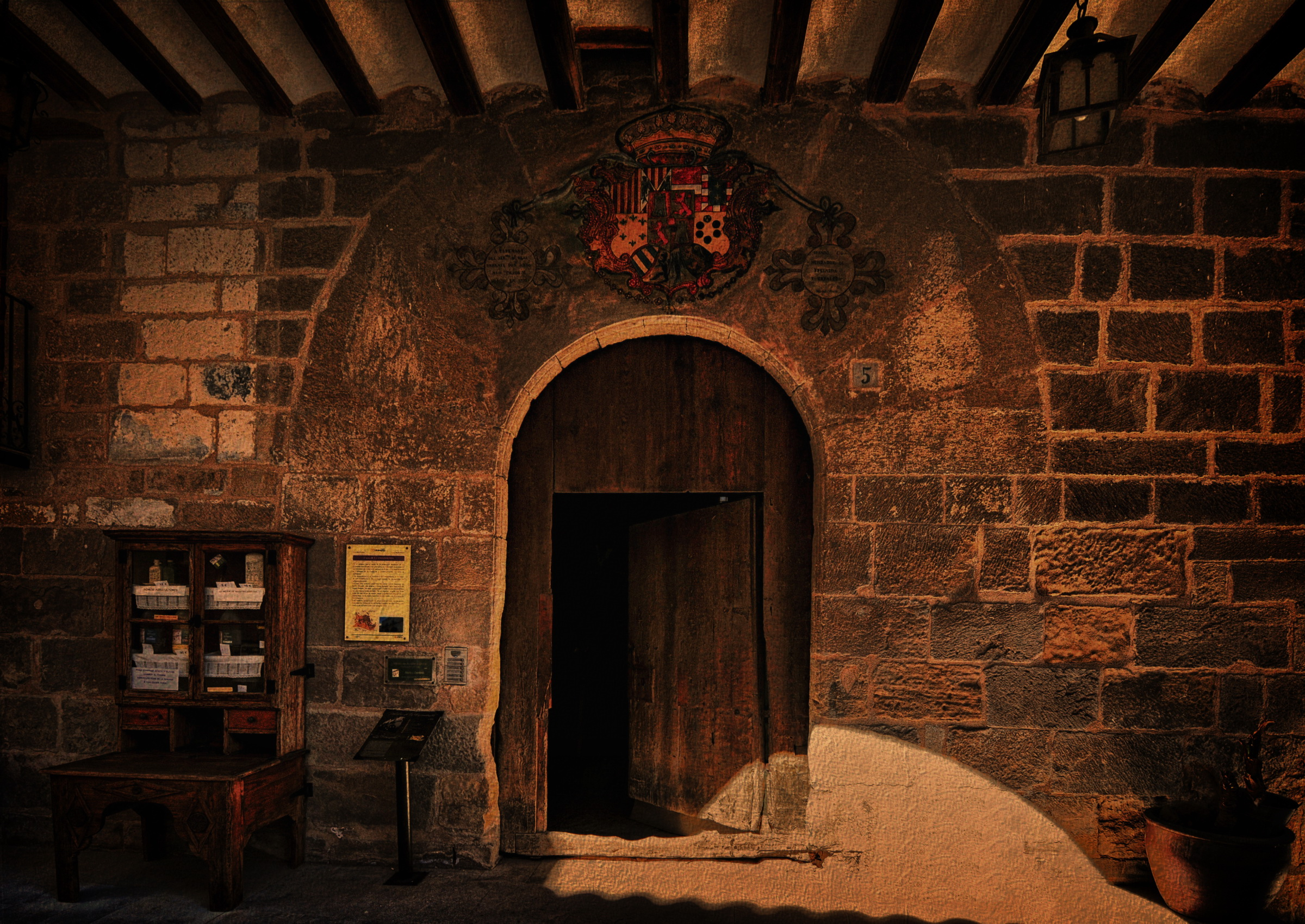
Palacio de La Fresneda

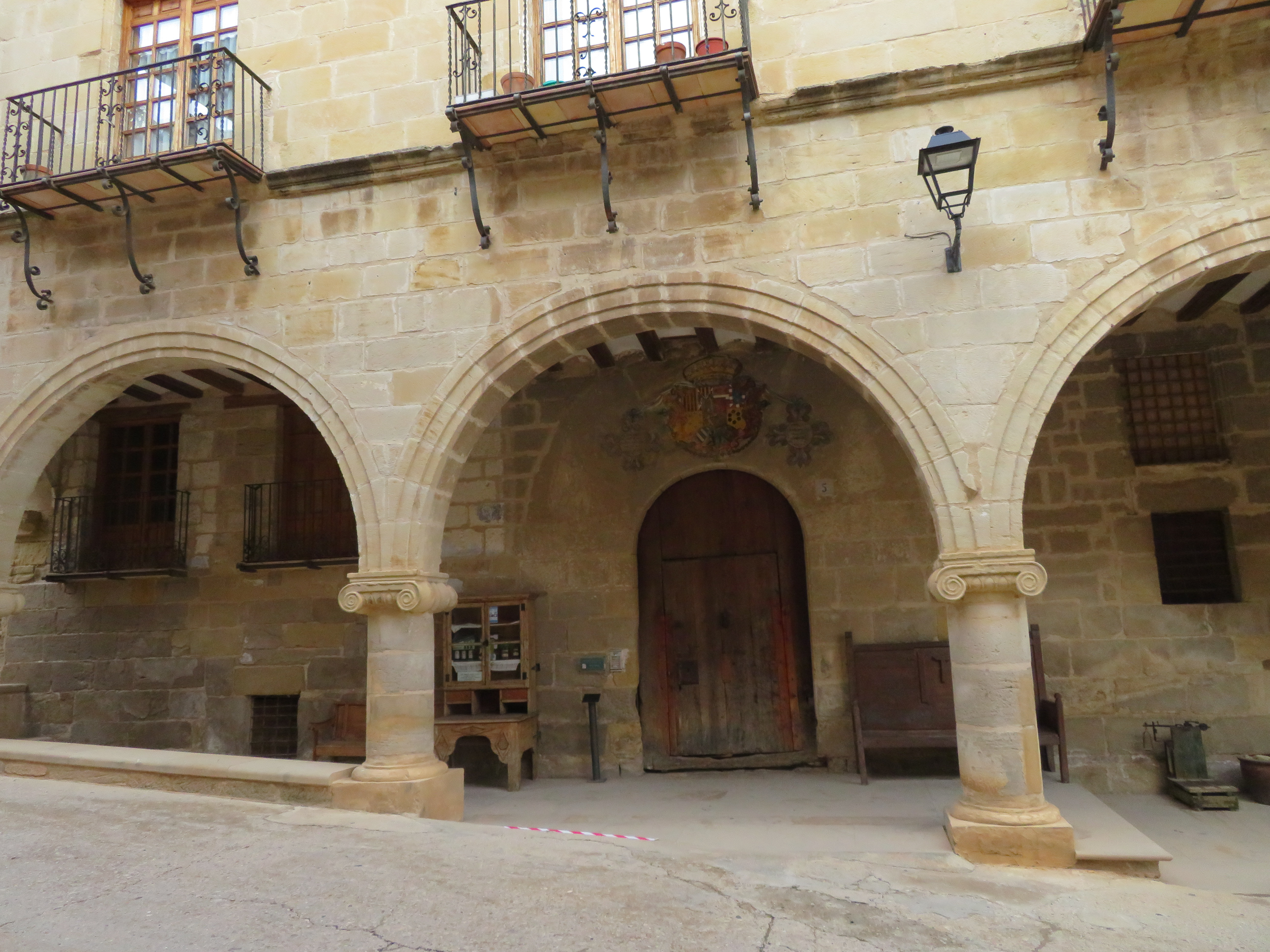
Palacio de la Encomienda, municipio de La Fresneda,Teruel.

El palacio de la Encomienda es un edificio situado en el municipio de La Fresneda, en la provincia de Teruel.

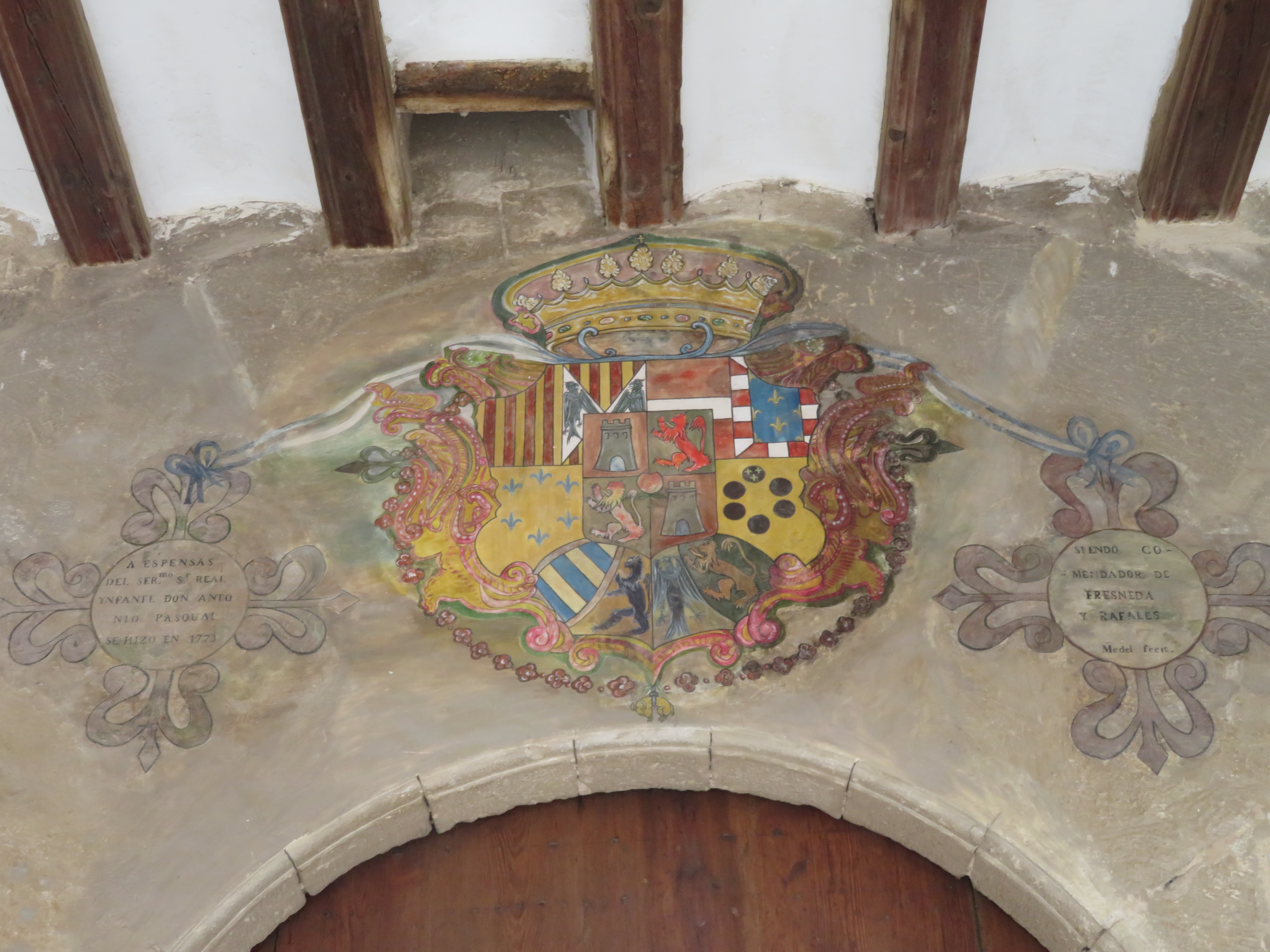
Palacio de la Encomienda, municipio de La Fresneda,Teruel.

## Historia
Se llama así porque fue la vivienda habitual del comendador de la Orden de Calatrava (orden religioso-militar proveniente del Campo de Calatrava - Ciudad Real) desde 1210 y durante seis siglos. El comendador nombraba al alcalde, cobraba los diezmos (impuestos), era el propietario de fincas, varias casas, y un huerto.

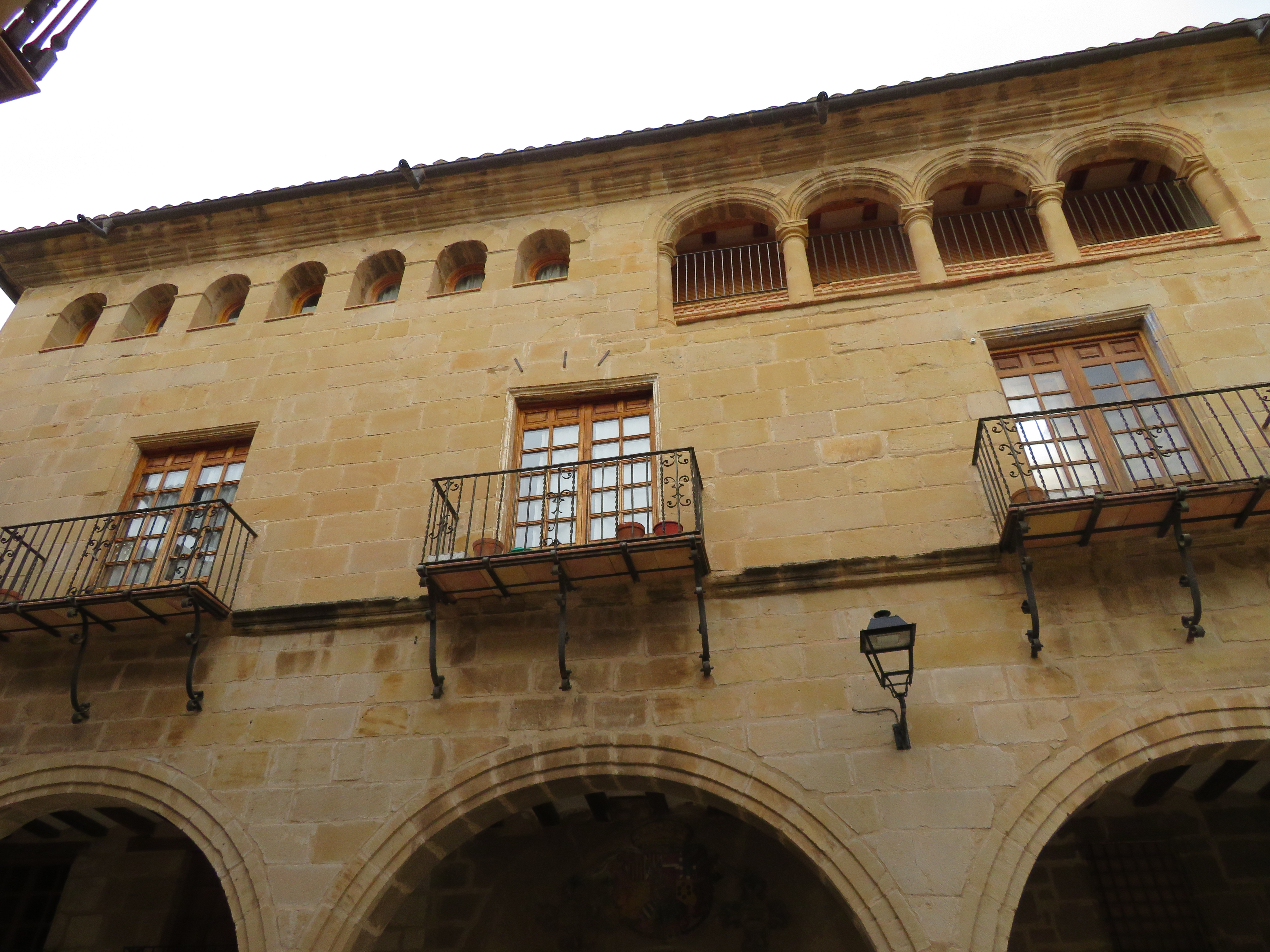
Palacio de la Encomienda, municipio de La Fresneda,Teruel.

El edificio es de estilo renacentista, de piedra de sillería de una tonalidad ligeramente amarilla, tiene tres arcos de medio punto sobre columnas jónicas, tres balcones de hierro forjado y en el tercer piso, a la izquierda, una pequeña muestra de la galería de arquillos aragonesa, en el centro una logia (galería cubierta por un techo y abierta en uno de sus lados). Sobre la puerta de acceso se encuentra el escudo de armas de la Orden, recientemente restaurado. En el interior destaca una robusta barandilla de madera, una trabajada celosía y en el techo en escayola la cruz flordelisada característica de dicha Orden.
El Palacio está representado en el Pueblo Español de Barcelona, en la actualidad, es un edificio privado en el que se venden aceite de oliva y olivas de producción propia de las variedades: empeltre -variedad local-, picual y arbequina, además de muebles antiguos restaurados.
- Datos: Q6058303